# Carlos Luis Collado Martínez
Carlos Luis Collado Martinez (San José, 19 settembre 1919 – Casalecchio di Reno, 10 ottobre 1944) è stato un medico costaricano.
Viene ricordato in Italia e in Costa Rica come eroe per la sua partecipazione come partigiano durante l'occupazione nazista dell'Italia nella Seconda Guerra Mondiale. Dopo aver fatto parte come medico della 63ª Brigata Bolero Garibaldi, Collado morì, insieme ad altri 12 partigiani, nella Strage del Cavalcavia di Casalecchio di Reno il 10 ottobre 1944, assassinato dopo essere stato torturato dai nazisti.

## Biografia
Carlos Luis nacque a San José, Costa Rica, il 19 Settembre 1919. Si trasferì in Italia nel 1938, per studiare medicina presso l'Università di Bologna. Si laureò nel 1944, con una tesi in Anatomia Patologica sui tumori cerebrali, per la quale ottenne il massimo dei voti e un premio alla migliore tesi, che la commissione propose anche di pubblicare. Durante i suoi studi, fu allievo fra i più preparati del prof. Armando Businco, convinto antifascista e anti nazionalsocialista.
Nel 1944, durante l'occupazione nazista dell'Italia, Collado, insieme ad altri medici costaricensi residenti in Italia (come i dottori Jorge Astúa Caetano e Juan Fernando Laurent Stewart), formò il Comando degli Angeli (chiamato così in onore alla Vergine degli Angeli, patrona della Costa Rica), con l'obiettivo di lavorare in associazione per assistere i feriti della Resistenza partigiana. Tempo dopo, Businco venne catturato dai tedeschi; questo, insieme al crescente sentimento antifascista, convinse Collado a entrare in una brigata partigiana, la 63º brigata Garibaldi, dove offrì i suoi servizi come medico curando feriti e nascondendo soldati e partigiani in aree vicine all'Ospedale Sant’Orsola.
Il 10 ottobre 1944 Collado, insieme ad altri 12 partigiani, venne catturato a Rasiglio (Sasso Marconi) dalla 16ª Panzergrenadierdivision delle SS. Vennero portati prima a Monte San Pietro e poi a Casalecchio di Reno, in una piazzetta vicino al Cavalcavia, dove erano stati uccisi due soldati tedeschi. Qui vennero torturati e poi legati con filo spinato ai cancelli e agli alberi nei pressi di una villa, nell'attuale Via dei Martiri. I soldati tedeschi spararono loro alle gambe e li lasciarono morire strangolati dal peso del proprio corpo. I martiri dell'Eccidio del Cavalcavia sono: i cinque italiani Giacomo Dall'Oca, Mauro Emeri, Ubaldo Musolesi, Alberto Raimondi, Gino Zacchini; 3 partigiani sovietici, Andrevic Marussa Filip, Misca o Miscia, Vassiliev; Carlos Martinez Collado e quattro rimasti ignoti.
Sul palo a cui era legato Alberto Raimondi i tedeschi affissero un cartello con la scritta: «Questa è la fine di ogni partigiano oppure spia antitedesca»
Dopo la sua morte, il suo corpo venne sepolto in una fossa comune; venne recuperato da Businco, che lo collocò transitoriamente nella cripta della sua famiglia; in seguito i suoi resti furono spostati in Costa Rica, dove ora riposa nel Cimitero Generale di San José.

## Riconoscimenti
Collado ottenne post mortem, nel 1945, la Medaglia garibaldina per il suo esempio di combattente per la libertà.
Nel 1946, l'Ordine dei Medici e dei Chirurghi della Costa Rica gli conferì l'iscrizione honoris causa.
In ricordo dell'eccidio del Cavalcavia è stato eretto a Casalecchio sul luogo della strage un monumento con i nomi dei patrioti trucidati.
A Collado è intitolato anche un viale pedonale della città di Casalecchio di Reno.
Nell'Ottobre 2015 è stato inoltre inaugurato un busto alla memoria di Collado, che è stato posto presso la Casa per la Pace "La Filanda" di Casalecchio. L'opera, in bronzo, è stata realizzata da Olger Villegas Cruz (1934), scultore costaricano attivo sin dagli anni ‘50, vincitore di numerosi premi artistici.
Il 12 agosto 2015, un identico busto è stato inaugurato dai familiari di Carlos Collado Martinez in un parco di San José. La piazzetta dove si trova il busto è stata intitolata alla Repubblica di Costa Rica, in ragione della sua scelta, per la prima volta nella storia, di rinunciare alle proprie Forze Armate con la Costituzione del 1949.
A Bologna Collado è ricordato insieme agli altri combattenti partigiani nel Sacrario dei partigiani in Piazza del Nettuno. 
Nel 2013 è stata inaugurata a Bologna una targa in suo onore. La targa è collocata in via Benedetto XIV n°1, dove Carlos Luis Collado Martinez visse nel periodo degli studi presso l'Universita di Bologna
Presso l'Istituto di Anatomia Patologica dell'Università di Bologna si trova una lapide che commemora Collado insieme ad altri caduti per la patria.
Ogni anno il 10 ottobre, in occasione dell'anniversario della morte di Carlos e dei suoi compagni, la città di Casalecchio e l'Università di Bologna onorano la loro opera con una cerimonia ufficiale di commemorazione.
L'Associazione Nazionale di Amicizia Costa Rica-Italia (ANACRI) è nata per onorare la memoria di Collado.
Il 26 aprile 2017 è stato dichiarato benemerito della Patria dall'Assemblea Legislativa della Costa Rica.